# 빅토리아 눌런드
빅토리아 제인 눌런드 (Victoria Jane Nuland, 1961년 7월 1일)는 2021년부터 2024년까지 정무담당 국무차관을 지낸 미국의 외교관이다. 전직 미국 외교관 출신으로, 2013년부터 2017년까지 유럽유라시아 담당 국무부 차관보를 지냈고 2005년부터 2008년까지 제18대 미국 NATO 대사를 역임했다. 2023년 7월부터 2024년 2월까지 눌런드는 웬디 셔먼의 퇴임 후 부장관 대행을 지냈다.
눌런드는 미국 외교관 중 최고 외교 계급인 직업 대사의 직위를 가졌다. 그녀는 2018년 1월부터 2019년 초까지 Center for a New American Security (CNAS)의 전 CEO였으며, 예일 대학교의 브래디-존슨 그랜드 전략 특훈 실천가이자 전미민주주의기금 이사회 멤버이기도 하다. 그녀는 브루킹스 연구소의 외교 정책 프로그램의 비상주 연구원이자 Albright Stonebridge Group의 선임 고문이었다. 2024년 3월 5일, 앤터니 블링컨 국무장관은 눌런드가 "몇 주 안에" 은퇴할 것이라고 발표했다.

## 어린 시절과 교육
눌런드는 1961년에 베사라비아 (당시 소련의 일부)에서 온 유대인 이민자 후손으로 누델만(Nudelman)이라는 성을 가진 외과 의사 Sherwin B. Nuland와 기독교도 영국인인 Rhona McKhann (성 Goulston)의 딸로 태어났다. 그녀는 1979년에 초트 로즈메리 홀을 졸업했다. 그녀에게는 이복 형제자매인 아멜리아와 윌리엄이 있다. 그녀는 1983년 브라운 대학교에서 러시아 문학, 정치학, 역사를 공부하며 인문사회 학사 학위를 받았다. 그녀는 러시아어와 프랑스어를 구사하며, 약간의 중국어도 구사한다.

## 경력

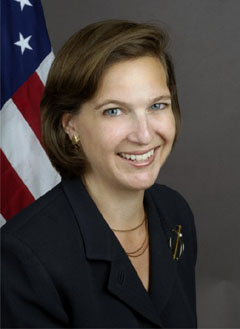
공식 초상화, 2005년

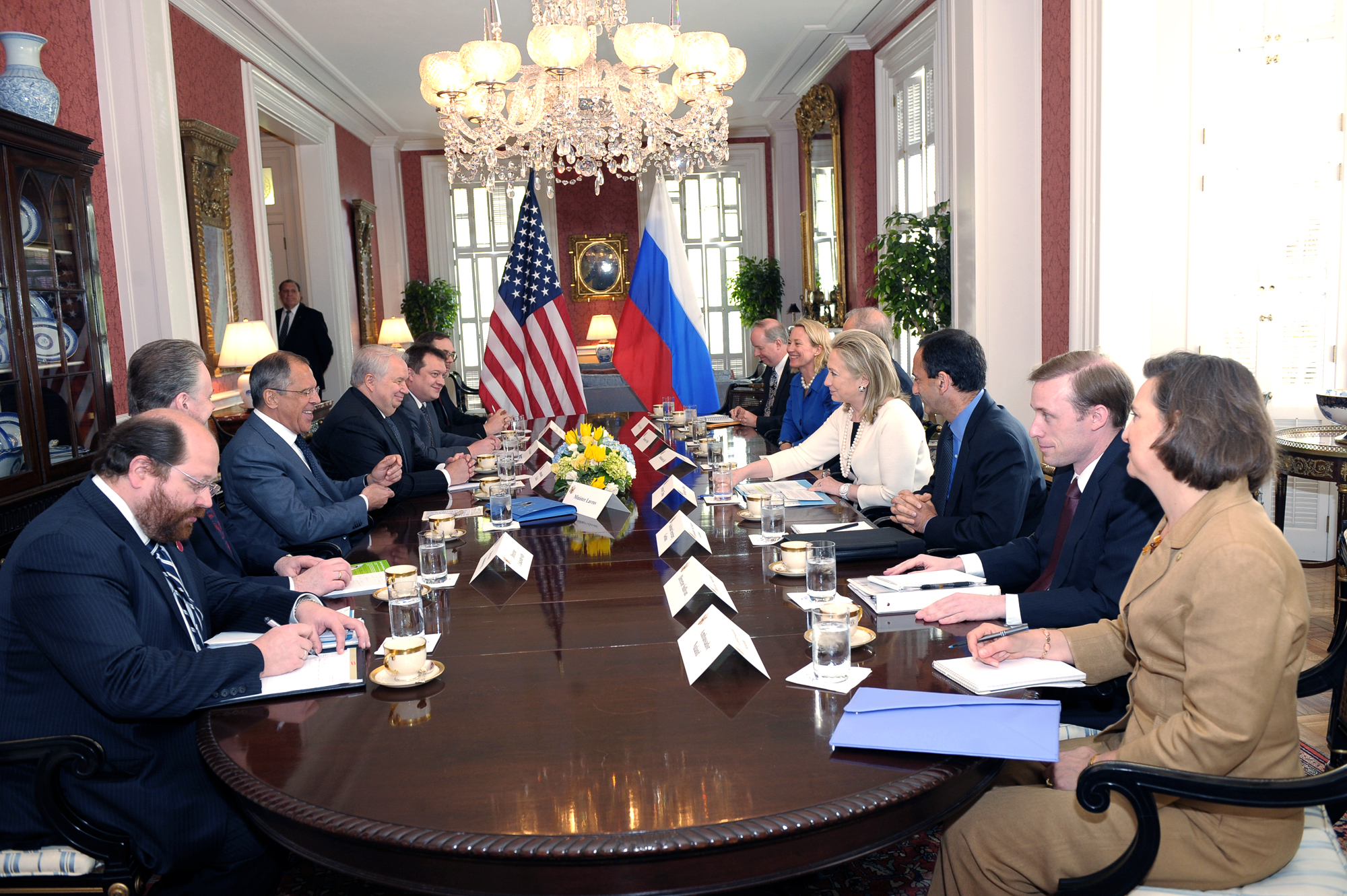
눌런드, 힐러리 클린턴, 세르게이 라브로프, Sergey Kislyak 및 제이크 설리번, 워싱턴 D.C., 2012년 4월 12일

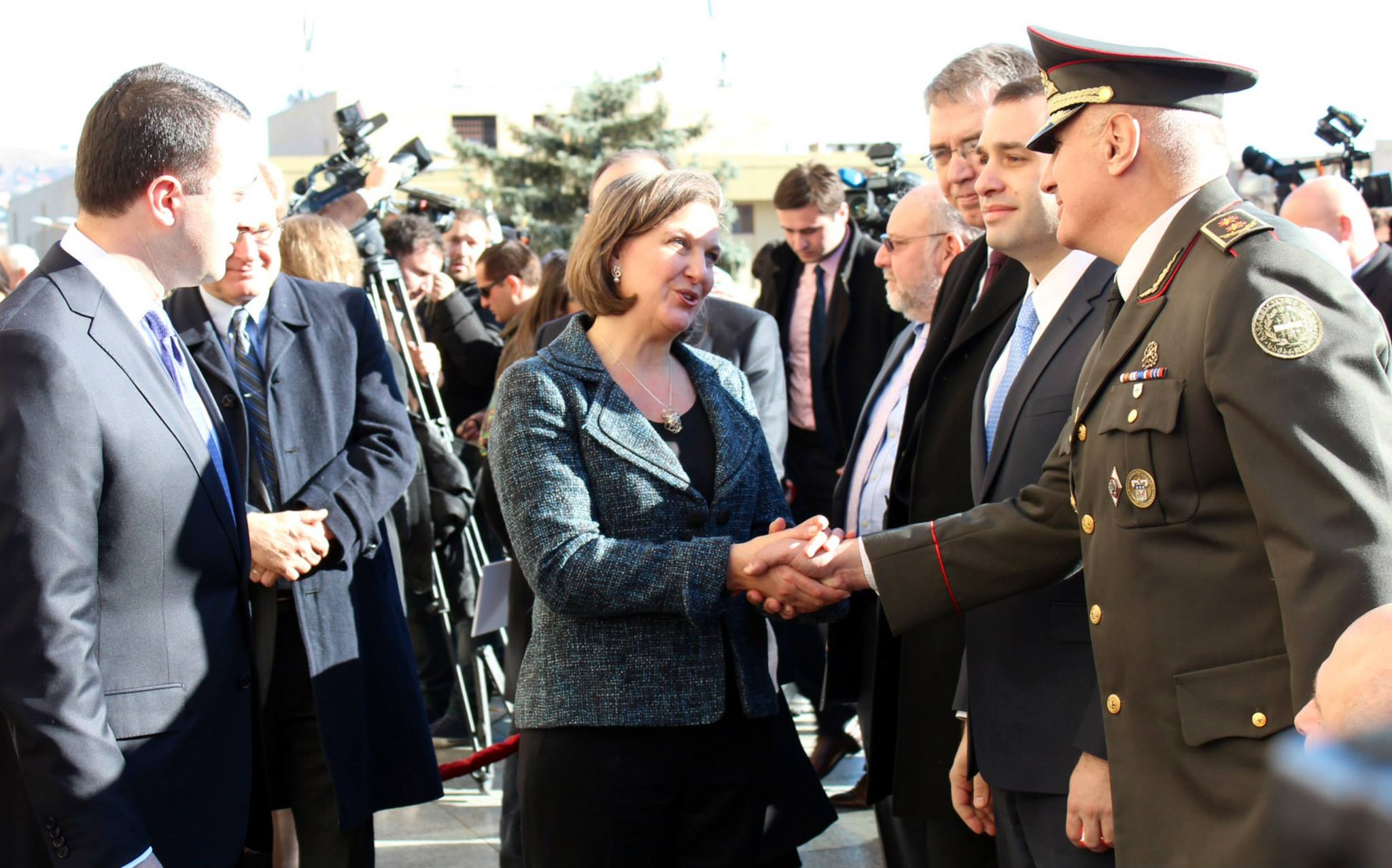
눌런드와 조지아 국방부 지도부 회담, 2013년 12월 6일

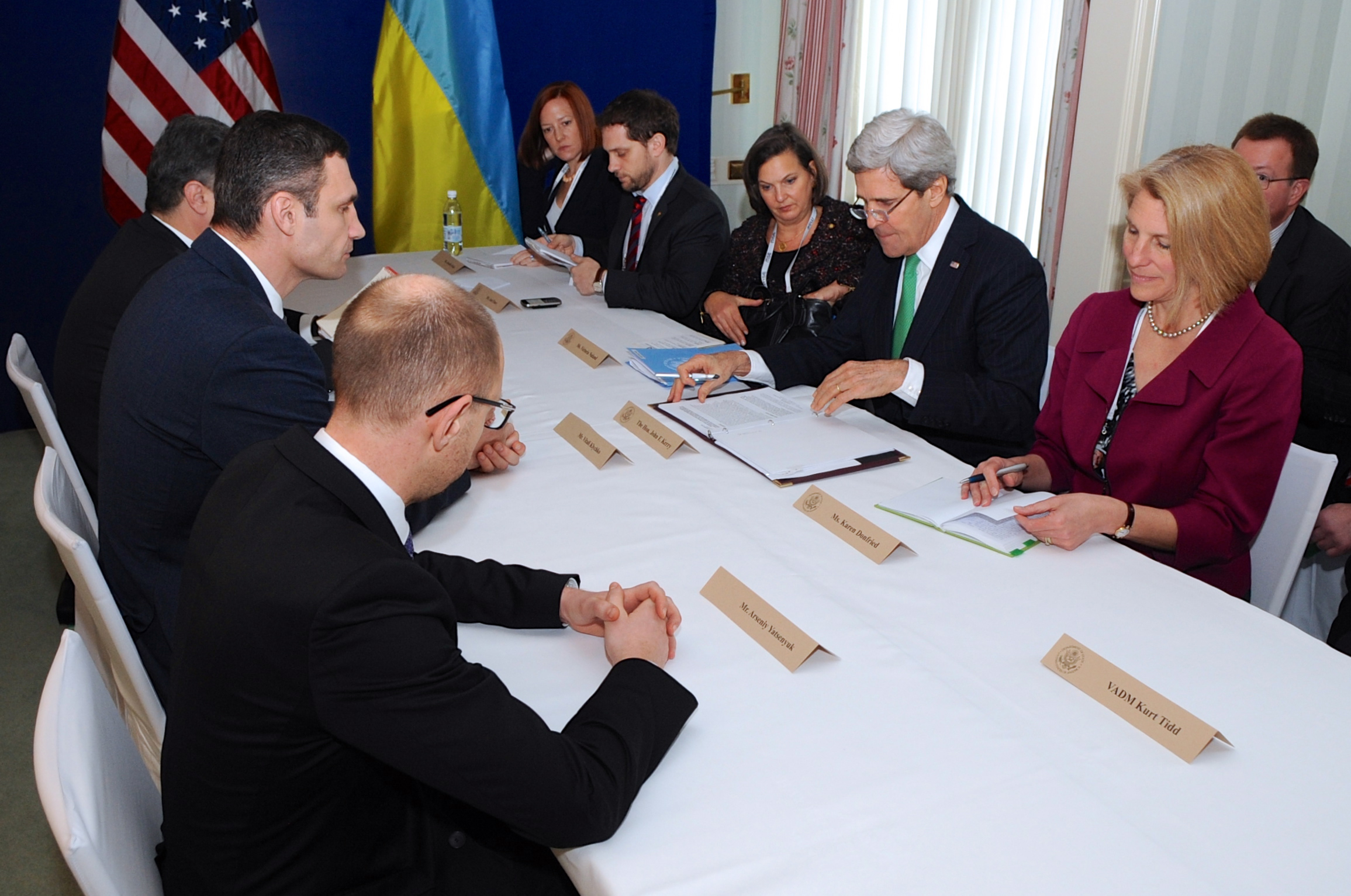
존 케리와 빅토리아 눌런드가 우크라이나 야당 지도자들인 페트로 포로셴코, 아르세니 야체뉴크 및 비탈리 클리치코와 함께, 뮌헨, 2014년 2월 1일

눌런드는 1984년 미국 국무부의 외교관으로 임명되었다. 그녀는 1985년부터 1986년까지 중국 광저우에서 근무했고, 1987년 국무부 Bureau of East Asian and Pacific Affairs에서 근무했으며, 1988년 몽골 울란바토르에 첫 미국 대사관 설립을 도왔고, 1990년까지 소련 담당 데스크에서 근무했다. 1991년부터 1993년까지 그녀는 주 모스크바 미국 대사관에서 러시아 국내 정치를 담당하며 보리스 옐친과 그의 정부에 집중했다.

### 클린턴 행정부
1993년부터 1996년까지 빌 클린턴 대통령 재임 기간 동안, 눌런드는 Strobe Talbott 부장관의 비서실장으로 근무했으며, 이후 전 소련 담당 부국장으로 자리를 옮겼다.

### 부시 행정부
2003년부터 2005년까지 눌런드는 딕 체니 부통령의 수석 국가안보보좌관으로 재직하며 이라크 전쟁 중 영향력 있는 역할을 수행했다. 2005년부터 2008년까지 조지 W. 부시 대통령의 두 번째 임기 동안, 눌런드는 브뤼셀의 NATO 주재 미국 대사로 근무하며 아프가니스탄 NATO 개입에 대한 유럽의 지지를 결집시키는 데 집중했다.

### 오바마 행정부
2011년 여름, 눌런드는 유럽 재래식 무기 담당 특사로 임명되었고, 이후 국무부 대변인이 되었다.
2013년 5월, 눌런드는 유럽유라시아 담당 국무부 차관보로 지명되었고 2013년 9월 18일 취임했다. 차관보로서 그녀는 유럽과 유라시아의 50개국뿐만 아니라 NATO, 유럽 연합, 유럽 안보 협력 기구와의 외교 관계를 관리했다.

#### 우크라이나
우크라이나의 마이단 봉기 기간 동안, 눌런드는 마이단 시위대를 지지하는 모습을 보였다. 2013년 12월, 그녀는 미-우크라이나 재단 연설에서 미국이 1991년 이후 우크라이나의 민주적 기술과 기관, 시민 참여, 좋은 거버넌스에 50억 달러 이상을 투자했다고 말했다. 그녀는 이것들이 우크라이나가 유럽의 열망을 달성하기 위한 전제 조건이라고 밝혔다. 러시아 정부는 이 발언을 붙잡아 미국이 색깔 혁명을 조작하고 있다는 증거라고 주장했다.
2014년 2월 4일, 눌런드와 주 우크라이나 미국 대사 제프리 파이엇 간의 전화 통화 녹음이 유튜브에 공개되었다. 이 통화는 2014년 1월 25일 우크라이나 대통령 빅토르 야누코비치가 우크라이나의 마이단 시위를 진정시키기 위해 그의 정부에 야당 의원 두 명을 포함시키겠다고 제안한 후에 이루어진 것이며, 그 중 한 명은 총리직이었다. 눌런드와 파이엇은 이 제안, 특히 총리직에 대한 자신들의 의견을 표명하며 여러 야당 인물에 대한 견해를 밝혔다. 눌런드는 파이엇에게 아르세니 야체뉴크가 이 직책을 맡기에 가장 적합한 후보일 것이라고 말했다. 눌런드는 유럽 연합보다는 유엔이 완전한 정치적 해결책에 참여해야 한다고 제안하며 "유럽 연합은 젠장"이라고 덧붙였다. 다음 날, 독일 연방 정부의 대변인 대리이자 언론 정보실 부국장인 크리스티안 비르츠는 앙겔라 메르켈 독일 총리가 눌런드의 발언을 "절대 용납할 수 없다"고 표현했다고 밝혔다. 유럽 연합 정상회의 의장 헤르만 반 롬푀이 또한 이 발언을 "용납할 수 없다"고 비난했다. 국무부 대변인 젠 사키는 이 논의가 미국의 정치적 결과에 영향을 미치려는 계획의 증거가 아니라며 "최근 사건과 제안, 그리고 현장에서 벌어지고 있는 일에 대한 논의가 항상 있었다는 것은 놀라운 일이 아니다"라고 말했다.
눌런드는 우크라이나 존엄의 혁명에서 미국의 주요 담당자였으며, 2014년 10억 달러의 대출 보증을 포함한 우크라이나에 대한 대출 보증과 우크라이나군 및 국경 수비대에 대한 비치명적 지원 제공을 확립했다. 존 케리 국무장관과 애슈턴 카터 국방장관과 함께 그녀는 우크라이나에 대한 방어 무기 제공의 주요 지지자로 여겨진다. 2016년, 눌런드는 우크라이나에 부패 공무원을 기소하기 시작하라고 촉구했다: "너무 오랫동안 우크라이나 인민을 약탈한 사람들을 가두고 부패의 암을 뿌리 뽑을 때이다." 국무부의 우크라이나 위기 담당 수석 외교관으로 재직하는 동안, 눌런드는 유럽 동맹국들에게 러시아의 팽창주의에 대해 더 강경한 노선을 취하도록 압박했다.
2016년 6월 7일 "러시아의 국경, 조약 및 인권 침해"라는 제목의 상원 외교위원회 청문회에서, 눌런드는 전 소련에 대한 미국의 외교적 접근과 러시아와의 건설적인 관계 구축 노력을 설명했다. 그녀의 증언에서 눌런드는 2014년 러시아의 우크라이나 개입을 지적하며, 이는 "이 크렘린이 국제법을 준수하거나 냉전 종식 시 러시아가 가입한 기관의 규칙을 따르려는 의지에 대한 남아있는 모든 환상을 깨뜨렸다"고 말했다.

### 정부 외부, 트럼프 행정부
눌런드는 도널드 트럼프 1기 행정부 초기에 많은 다른 직업 공무원들이 떠나는 가운데 2017년 1월 국무부를 떠났다.
2018년 1월 24일, 워싱턴 포스트는 눌런드와의 인터뷰를 게재했는데, 여기서 그녀는 도널드 트럼프 대통령과 렉스 틸러슨 국무장관의 업무에 대해 의견을 밝혔다. 그녀는 직업 외교관들의 대거 이탈과 국무부 내 기능 불능을 묘사했으며, 미국 사법부와 언론이 공격받고 있다고 말했다. 눌런드는 또한 미국 고립주의 경향을 비난하며 "우리가 철수하고 각국이 스스로 알아서 하라고 말하면, 영토적 위치와 국제 시스템 내 영향력, 또는 시스템 자체에 불만을 가진 국가들에게 문을 열어주는 셈이다"라고 말했다. 그녀는 국제 문제에 대한 전 정부적 대응을 장려하며 "군 지도자들은 군사적 해결책만으로는 더 길고 복잡한 군사 개입을 초래할 뿐이라고 가장 먼저 말할 것이다. 미국 외교관과 정치 지도자의 역할은 군과 협력하여 우리가 가진 모든 정치적 수단을 동원하는 것이다"라고 말했다.
2018년 1월, 트럼프 행정부는 러시아 최고 장군 발레리 게라시모프와 NATO 유럽 연합군 최고사령관 커티스 스캐퍼로티 장군 간의 회담을 추진하며 러시아 정부 관계자들과의 새로운 고위급 교류를 시작했다. 눌런드는 "지도자급 관계가 이렇게 예측 불가능한 시기에는 이러한 채널이 특히 중요하다"고 말했다. 그녀는 스캐퍼로티가 러시아의 "진행 중인 우크라이나 군사 역할, INF 조약 위반, 대서양 횡단 민주주의를 훼손하려는 적극적인 조치, 그리고 미국과 동맹국들이 더 강력한 억지 조치를 취하도록 유도하는 다른 전략적 긴장"에 대한 우려를 해결하기 위해 "독특한 위치에 있다"고 말했다.

### 바이든 행정부

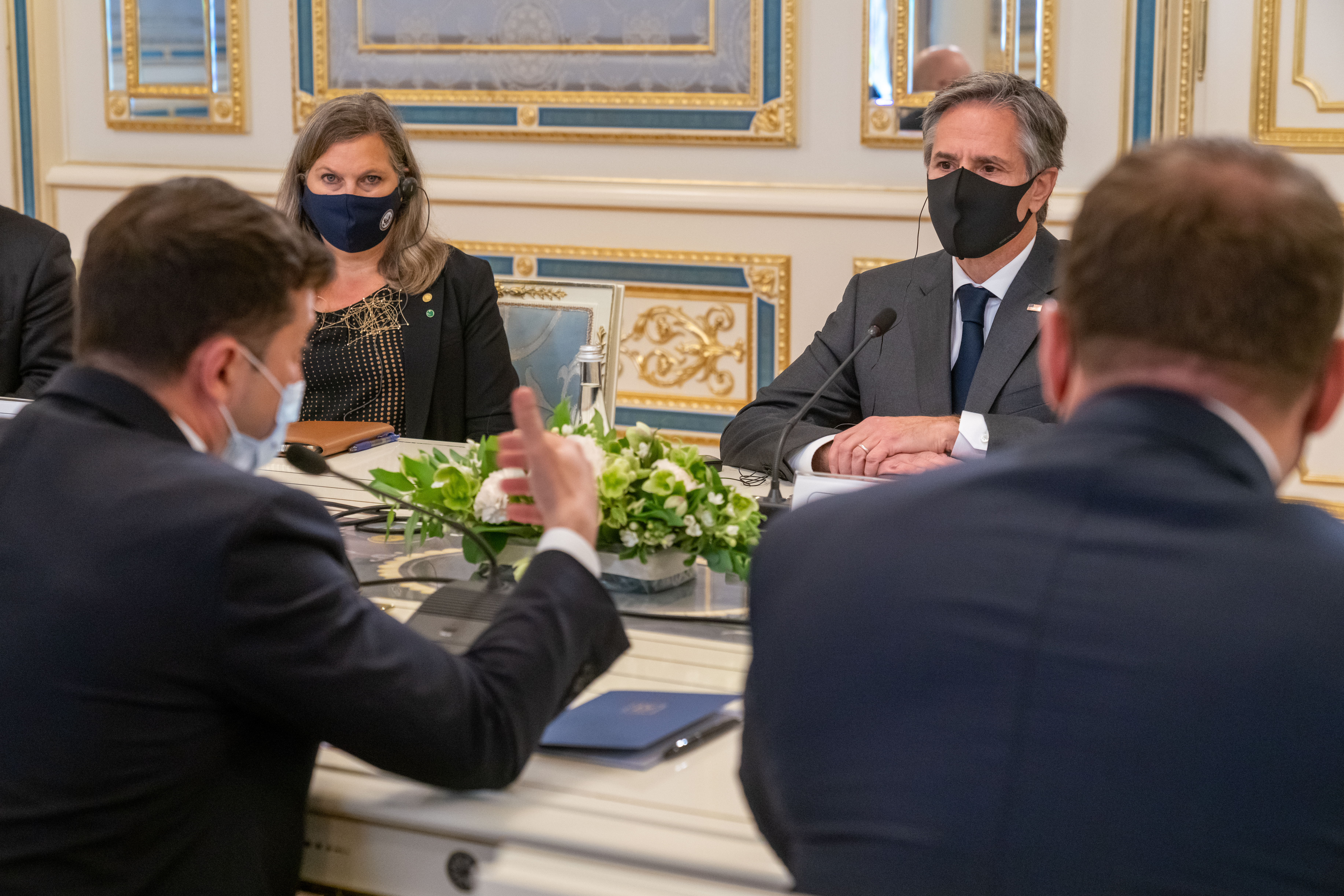
눌런드와 우크라이나 대통령 볼로디미르 젤렌스키 및 미국 국무장관 앤터니 블링컨, 2021년 5월 6일

2021년 1월 5일, 조 바이든 대통령 당선자가 눌런드를 국무장관으로 지명된 앤터니 블링컨 아래에서 정무담당 국무차관으로 지명할 것이라고 보도되었다. 눌런드의 지명에 대한 청문회는 2021년 4월 15일 미국 상원 외교위원회에서 열렸다. 위원회는 2021년 4월 21일 눌런드의 지명을 찬성 의결했다. 2021년 4월 29일, 그녀의 지명은 상원에서 만장일치로 통과되었고, 2021년 5월 3일 정무담당 국무차관으로서 업무를 시작했다.

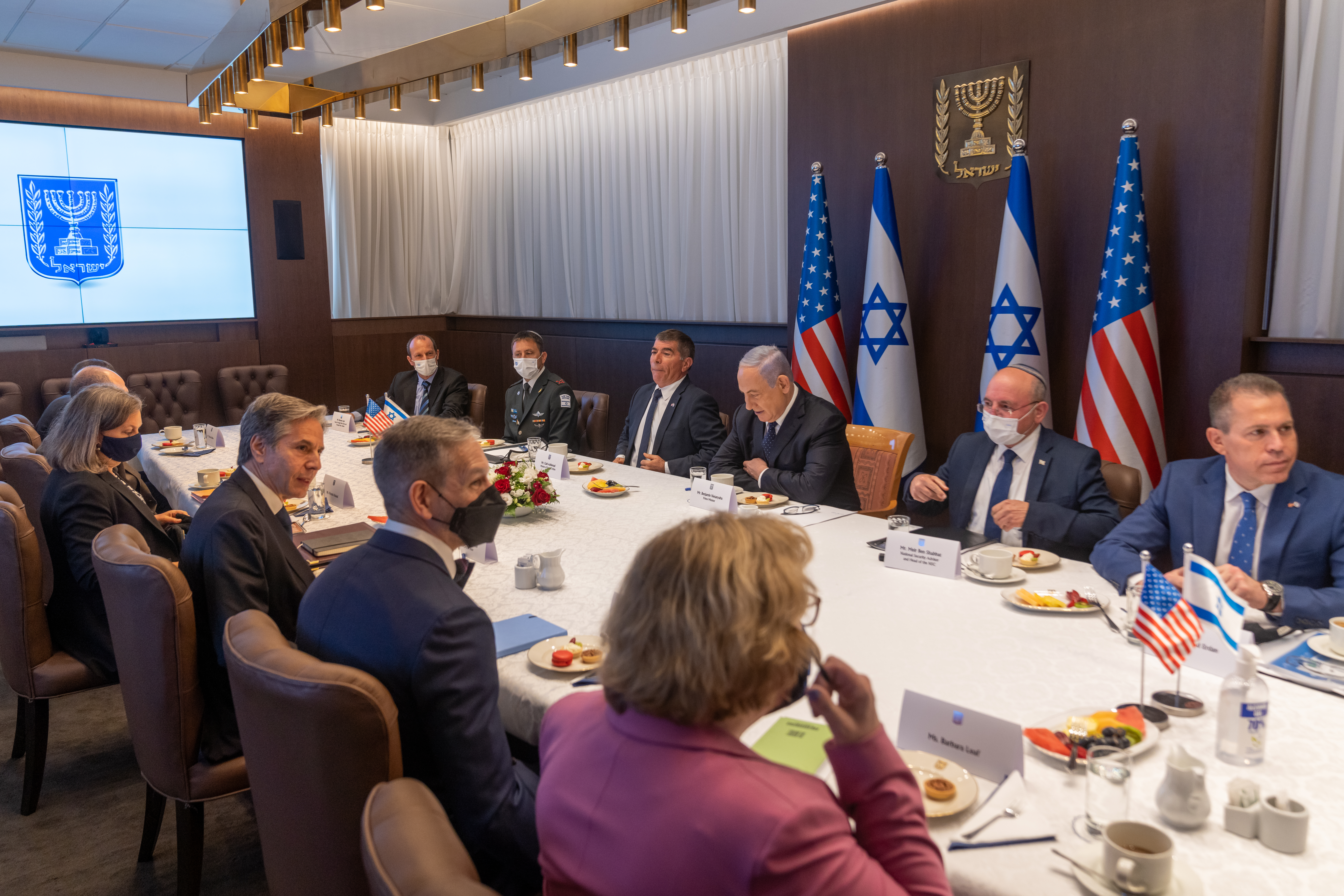
예루살렘, 이스라엘, 2021년 5월 25일, 눌런드와 이스라엘 총리 베냐민 네타냐후 및 블링컨 국무장관

2021년 7월, 눌런드는 워싱턴에서 벨라루스 야당 지도자 스뱌틀라나 치하노우스카야를 만났다. 2022년 3월, 눌런드는 우크라이나 침공 동안 러시아가 우크라이나의 생물학 연구 시설을 장악할 것을 우려했다.
눌런드는 2022년 3월 델리를 방문하여 "인도에서 사고의 진화"가 있다고 시사했다. 그녀는 미국과 유럽이 인도의 "국방 및 안보 파트너"가 되어야 하며, 러시아의 우크라이나 침공은 "독재-민주 투쟁의 주요 변곡점"을 제시한다고 말했다.
2023년 초 의회 청문회에서 눌런드는 2022년 노르트스트림 파이프라인 사보타주에 대해 "나는, 그리고 행정부도, 노르트스트림 2가 이제... 바다 밑의 금속 덩어리라는 것을 알게 되어 매우 만족한다"고 말했다.
2024년 2월 CNN의 크리스티안 아만푸르와의 인터뷰에서 눌런드는 우크라이나에도 배정된 953억 4천만 달러의 지원 패키지에 대한 의회의 승인을 다음과 같이 옹호했다: "이 돈의 대부분이 무기를 만드는 데 미국으로 다시 돌아간다는 것을 기억해야 한다."
2024년 3월 5일, 눌런드가 그 달에 은퇴할 것이라고 발표되었다. 그녀는 웬디 셔먼의 뒤를 이어 부장관이 되기를 바랐으나, 바이든 대통령은 커트 캠벨을 그 직책에 지명했다.

## 개인 생활
눌런드의 남편인 Robert Kagan은 역사가이자 브루킹스 연구소의 외교 정책 평론가이며, 1998년 네오콘 새로운 미국 세기를 위한 프로젝트 (PNAC)의 공동 설립자이다. 그녀는 두 자녀를 두었다.
그녀는 때때로 비공식적으로 토리아 눌런드로 알려져 있다.